# Podredje
Podredje je zveza dveh stavkov večstavčne povedi, ki sta povezana podredno; en stavek je neodvisen in ga imenujemo glavni (nadrejeni) stavek, drug stavek pa je odvisen od glavnega, zato ga imenujemo odvisni stavek (odvisnik). Odvisni stavek opravlja vlogo stavčnega člena. Po njem se vprašamo z ustrezno vprašalnico in nadrednim stavkom (primer: Odšel je, ker je bilo že pozno. – Zakaj je odšel?).
Med odvisnim in glavnim stavkom brez izjeme zapisujemo vejico.

## Vrste odvisnikov
| Vrsta odvisnika | Stavčni člen, iz katerega izhaja | Vprašalnice | Primer (odvisnik je napisan ležeče)              |
| --------------- | -------------------------------- | --- | ------------------------------------------------ |
| Časovni         | prislovno določilo časa          | kdaj, od/do kdaj ... | Obišči nas, ko boš imel čas.                     |
| Dopustni        | -                                | kljub čemu | Čeprav ga je hudo bolela glava, je odšel v šolo. |
| Krajevni        | prislovno določilo kraja         | kam, kod, kje, od/do kod ... | Pojdi, kamor želiš.                              |
| Načinovni       | prislovno določilo načina        | kako | Odšel je, ne da bi se poslovil.                  |
| Namerni         | -                                | čemu, s katerim namenom | Vzkliknila je, da bi opozorila na nevarnost.     |
| Osebkov         | osebek                           | kdo, kaj | Naj se zgodi, kar se hoče.                       |
| Pogojni         | -                                | pod katerim pogojem | Žarnica sveti, če je električni krog sklenjen.   |
| Povedkov        | povedek                          | | Ščuka je v vodi, kar je volk v gozdu.            |
| Predmetni       | predmet                          | koga, česa, komu, čemu, kaj, o/po/pri/ob/v/na kom, o/po/pri/ob/v/na čem, s/z/nad/pod/pred/za/med kom, s/z/nad/pod/pred/za/med čim | Želim si, da bi čim prej odšli domov.            |
| Prilastkov      | prilastek                        | kakšen, kateri, čigav | Ne maram oseb, ki so sebične.                    |
| Vzročni         | prislovno določilo vzroka        | zakaj | Težko hodim, ker me boli gleženj.                |